# Isovactis elongata
Isovactis elongata är en korallart som beskrevs av Eugène Leloup 1964. Isovactis elongata ingår i släktet Isovactis och familjen Arachnactidae. Inga underarter finns listade i Catalogue of Life.